# João Renato Franco
João Renato Franco (Belém, 22 de junho de 1895 — Belém, 7 de março de 1982) foi um odontólogo, professor, químico, jornalista e político brasileiro com atuação no Pará.

## Dados biográficos
Filho de João Vicente Franco Júnior e Deolinda Noronha Franco. Formado em Odontologia pela Universidade Federal do Pará, estudou ainda na Escola de Química Industrial do Pará. Diretor do Colégio Estadual Paes de Carvalho, lecionou na universidade onde se graduou e nesta fundou as faculdades de Medicina e Odontologia. Jornalista, foi integrante do Sindicato dos Jornalistas do Pará e também o da Guanabara. Colaborou com a Folha do Norte, O Correio de Belém, O Estado do Pará e Jornal do Brasil, bem como foi proprietário e diretor do vespertino A Vitória.
Membro do Instituto Histórico e Geográfico do Pará, fundou a Associação dos Funcionários Públicos Federais do referido estado e foi secretário-geral do Museu Comercial do Pará. Diretor do Colégio Paulo Freire quando de sua passagem pelo Rio de Janeiro, voltou ao seu estado e foi subdiretor de Educação e Cultura na interventoria de Magalhães Barata, seu antigo adversário político. Por decisão do presidente José Linhares assumiu um cargo similar ao de superintendente da Caixa Econômica Federal no Pará.
Filiado ao PTB, foi eleito vice-governador do Pará em 1965 na chapa de Alacid Nunes e nessa condição subiu à presidência da Assembleia Legislativa do Pará conforme permitia a legislação da época. Logo depois filiou-se à ARENA após o bipartidarismo outorgado pelo Regime Militar de 1964 e em 1970 foi eleito senador.
Mesmo fora das disputas eleitorais, aceitou o ingresso no PDS a convite de Jarbas Passarinho.